# Heidemarie Berger
Heidemarie Berger (* 1. April 1944 in Gleisweiler) ist eine deutsche Politikerin und ehemalige Landtagsabgeordnete (SPD).

## Leben und Beruf
Nach dem Besuch der Volksschule absolvierte sie eine Ausbildung zur Sozialversicherungsangestellten und war anschließend in diesem Beruf tätig. Ab 1968 war sie als Hausfrau tätig. 1973 erlangte Berger die Fachhochschulreife und studierte Sozialarbeit an der Gesamthochschule Universität Essen. Nach dem Studium arbeitete sie in unterschiedlichen Positionen beim
Paritätischen Wohlfahrtsverband.
Mitglied der SPD ist Berger seit 1965. Sie war und ist in zahlreichen Gremien der SPD vertreten. Außerdem war sie Mitglied der Gewerkschaft Handel, Banken und Versicherungen von 1958 bis 1968 und seit 1978 Mitglied der Gewerkschaft Öffentliche Dienste, Transport und Verkehr sowie der Arbeiterwohlfahrt.

## Abgeordnete
Vom 31. Mai 1990 bis zum 1. Juni 2000 war Berger Mitglied des Landtags des Landes Nordrhein-Westfalen. Sie wurde jeweils im Wahlkreis 080 Essen VI direkt gewählt.
Dem Stadtrat der Stadt Essen gehörte sie von 1977 bis 1979 an.